# الصحيحان
الصحيحان في اصطلاح علماء الأحاديث هما «صحيح البخاري» الذي جمعه الإمام محمد بن إسماعيل البخاري (المتوفى: 256 هـ)، و«صحيح مسلم» الذي جمعه الإمام مسلم بن الحجاج النيسابوري (المتوفى: 261 هـ).

## مكانتهما
يحتل صحيحي البخاري ومسلم مكانة متقدمة بين كتب الحديث المصنفة عند أهل السنة والجماعة حيث يعتبرا أصح الكتب المصنفة في الحديث، وأصحّ الكتب على الإطلاق بعد القرآن الكريم، وقد ذكر ذلك العديد من العلماء ونقل بعضهم إجماع الأمة على ذلك:
- قال ابن الصلاح: «وكتاباهما (البخاري ومسلم) أصح الكتب بعد كتاب الله العزيز».[2]
- وقال النووي: «أجمعت الأمة على صحة هذين الكتابين (البخاري ومسلم)، ووجوب العمل بأحاديثهما».[3] وقال: «وأصح مصنّف في الحديث، بل في العلم مطلقاً: الصحيحان».[4] وقال: «اتفق العلماء رحمهم الله على أن أصح الكتب بعد القرآن العزيز الصحيحان البخاري ومسلم وتلقتهما الامة بالقبول».[5]
- وقال المازري: «هو أحد الصحيحين اللّذين هما أصح الكتب بعد كتاب الله تعالى».[6]
- وقال السخاوي: «صحيح البخاري وصحيح مسلم أصح الكتب بعد كتاب الله تعالى».[7]
- وقال الجويني: «لو حلف إنسان بطلاق امرأته: أن ما في الصحيحين مما حكما بصحته من قول النبي صلى الله عليه وسلم لما ألزمته الطلاق، لإجماع علماء المسلمين على صحته».[8]
- وقال ابن تيمية: «فإن الذي اتفق عليه أهل العلم أنه ليس بعد القرآن كتاب أصح من كتاب البخاري ومسلم».[9]
- وقال ابن حجر العسقلاني: «وكتاباهما (البخاري ومسلم)أصح الكتب بعد كتاب الله العزيز.»[10]
- وقال صديق حسن خان: «إن السلف والخلف جميعا قد أطبقوا على أن أصح الكتب بعد كتاب الله تعالى صحيح البخاري ثم صحيح مسلم».[11]
- وقال الألباني: «والصحيحان هما أصح الكتب بعد كتاب الله تعالى باتفاق علماء المسلمين من المحدثين وغيرهم».[12]
- وقال عبد المحسن العباد: «ويتّفقان (صحيحا البخاري ومسلم) في أن العلماء تلقوهما بالقبول واعتبروهما أصح الكتب بعد كتاب الله العزيز».[13]

## الجمع بين الصحيحين
صنّف عدد من العلماء كتباً قاموا فيها بجمع الأحاديث التي اتفق على روايتها الإمامان البخاري ومسلم في صحيحيهما، ومن هذه الكتب:
- الجمع بين الصحيحين: لمحمد بن عبد الله الجوزقي، المتوفى عام 388 هـ.
- الجمع بين الصحيحين: لأبي عبد الله محمد بن أبي نصر فتوح الحميدي، المتوفى عام 466 هـ.
- الجمع بين الصحيحين: لأبي محمد عبد الحق بن عبد الرحمن الإشبيلي، المتوفى عام 582 هـ.
- الجمع بين الصحيحين مع حذف السند والمكرر من البين: لأبي حفص عمر بن بدر بن سعيد، ضياء الدين الكردي الحنفي، المتوفى عام 622 هـ.
- اللؤلؤ والمرجان فيما اتفق عليه الشيخان: لمحمد فؤاد عبد الباقي، المتوفى عام 1388 هـ.